# Patron (prawo)

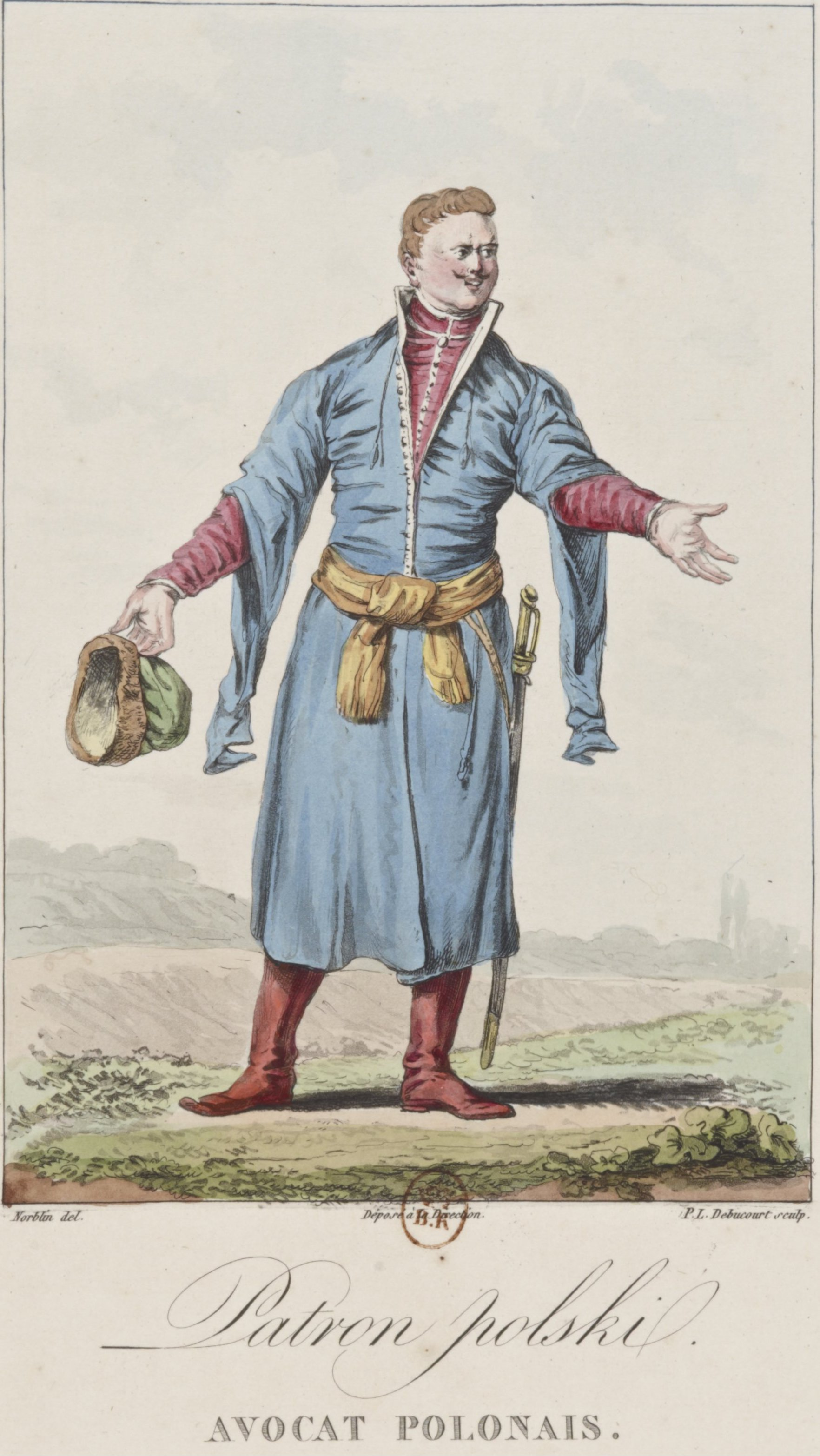
Patron polski, grafika Jana Piotra Norblina

Patron − w dawnym polskim prawie termin oznaczający płatnego zastępcę procesowego (adwokata). Obecnie to określenie używane jest w stosunku do osób wykonujących zawody prawnicze (sędziów, prokuratorów, radców, notariuszy i komorników), opiekujących się aplikantami (kandydatami) do tych zawodów.